# Bruce Springsteen and the E Street Band Reunion Tour
Bruce Springsteen och E Street Band Reunion Tour var en lång och inkomstbringande konsertturné med Bruce Springsteen och E Street Band som ägde rum under 1999 och 2000.
Turnén var den första uppsättningen av regelbundna konserter från Springsteen och E Street Band på elva år, sedan 1988 Tunnel of Love Express och Human Rights Now! Tour, och då det följdes av två långa turer med Springsteen utan bandet i de mellanliggande åren.